# Distretto di Sfissifa
Il distretto di Sfissifa è un distretto della provincia di Naâma, in Algeria, con capoluogo Sfissifa.

## Comuni
Il distretto di Sfissifa comprende 1 comune:
- Sfissifa